# Basilika St. Jakob (Straubing)

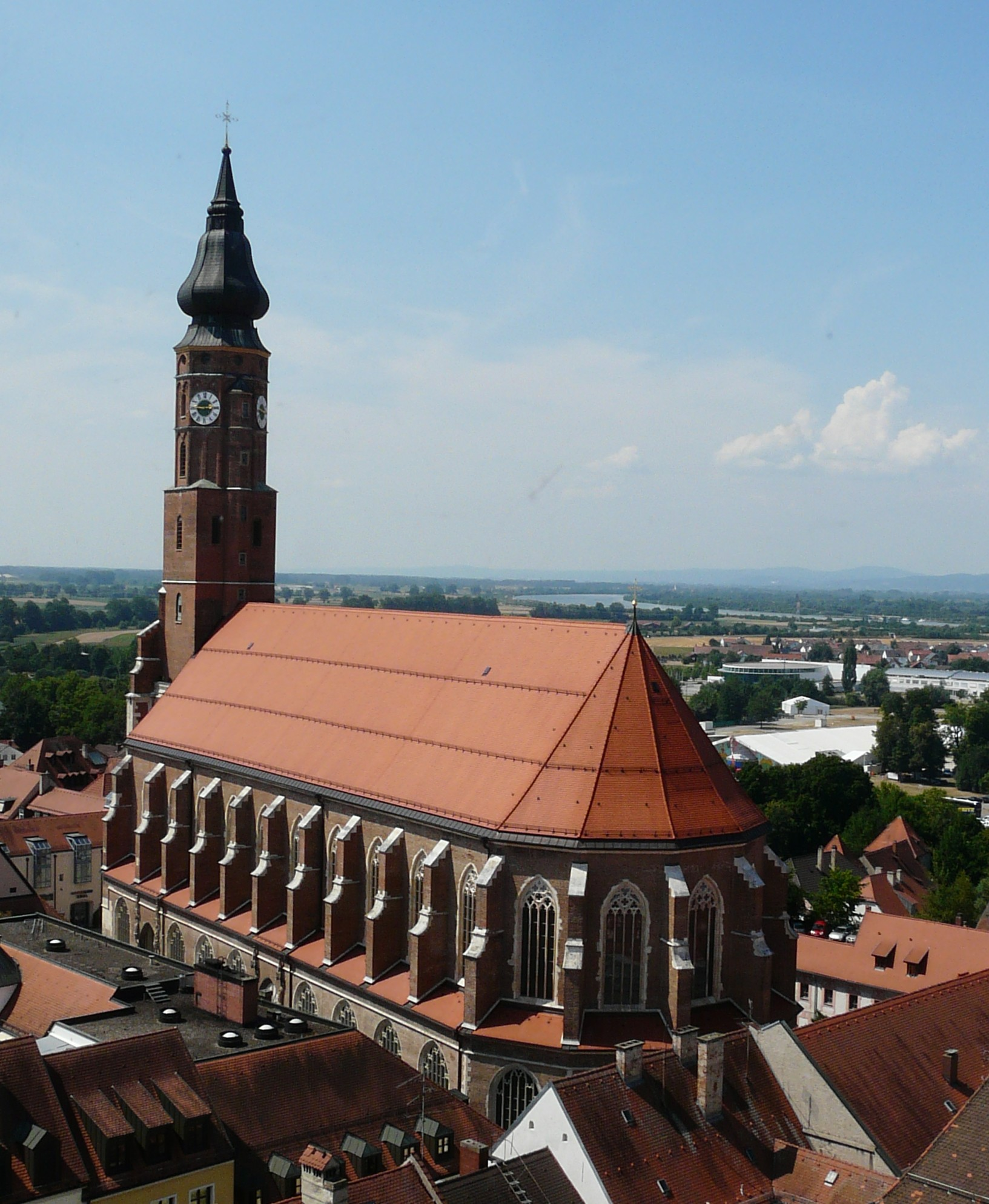
Ansicht der Basilika Sankt Jakob Straubing

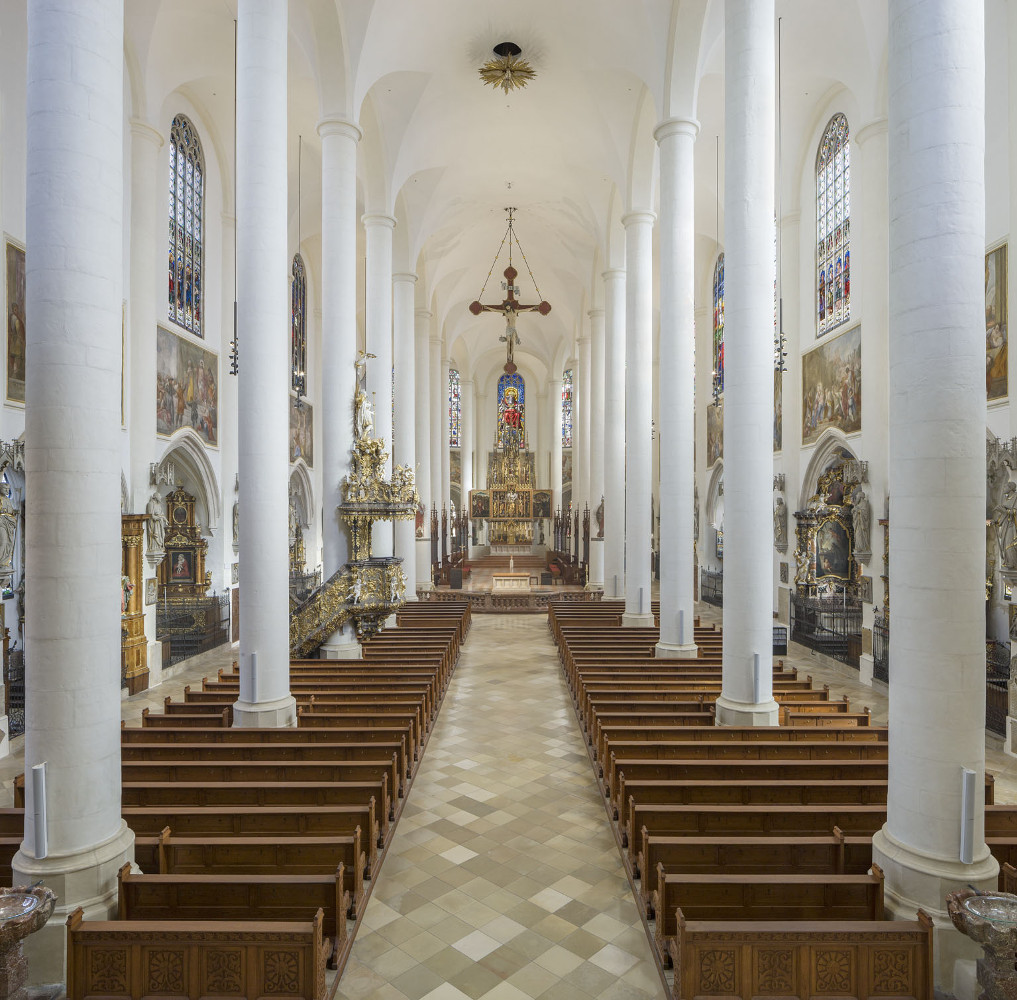
Innenansicht der Basilika

Die Basilika St. Jakob ist eine gotische Hallenkirche und die größte Hauptkirche der Stadt Straubing.
1581 wurde das Chorherrenstift Pfaffenmünster im Zuge der Gegenreformation nach St. Jakob übertragen. Seither hat die ehemalige Stiftskirche den heiligen Tiburtius als zweiten Kirchenpatron.
Die Kirche wurde um 1400 nach den Plänen des Baumeisters Hans von Burghausen errichtet. Das dreischiffige Langhaus, umgeben mit einem Kranz aus 20 Seitenkapellen wurde um 1512 vollendet. Besonders auffällig ist der erst Ende des 16. Jahrhunderts fertiggestellte Turm mit seiner schlanken und spitzen Zwiebelhaube.
Mit 89,50 Metern Höhe ist er der höchste Kirchturm im Gäuboden und eines der Wahrzeichen Straubings. Am 23. Juli 1989 erhob Papst Johannes Paul II. die Stiftskirche mit dem Apostolischen Schreiben Sancti profecto zur Basilica minor.
Im Juli 2016 konnten nach 18 Jahren die Generalsanierungarbeiten abgeschlossen werden.

## Ausstattung

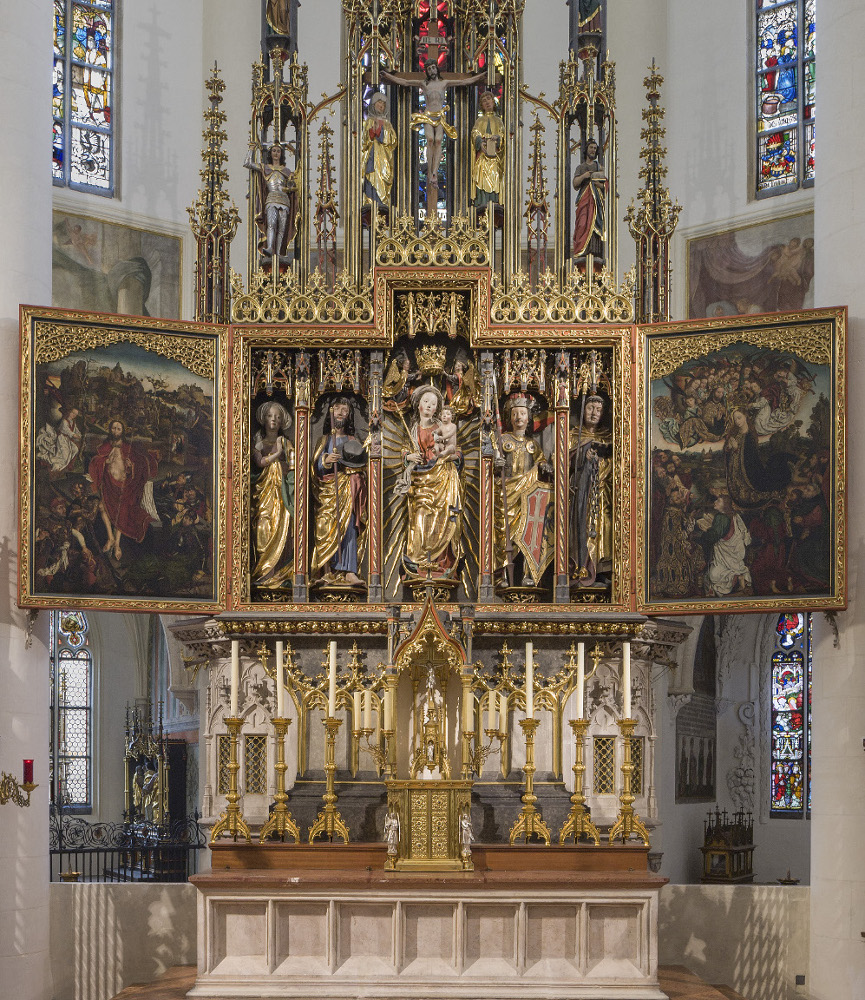
Hochaltar

### Hochaltar
Der Hochaltar der Stiftskirche ist aus dem Jahr 1486 und stammt aus dem Kloster St. Veit in Nürnberg. Im Schrein des Altars sind die Figuren Maria mit Kind, die Kirchenpatrone Jakobus und Tiburtius, sowie Maria Magdalena und der heilige Leonhard dargestellt. Der jetzige Altar ist ein neugotischer Altar, der den oben beschriebenen Schrein von 1486 beinhaltet. Er besitzt zwei Flügelpaare mit acht Gemälden. Im geöffneten Zustand (Feiertagsseite) sind die „Auferstehung des Herrn“ und die „Krönung Mariens“ zu sehen. Bei einfach geschlossenen Flügeln (Werktagsseite) zeigen sich Gemälde mit den Motiven „Darstellung des Kindes im Tempel“, „Anbetung der Könige“, „Christi Himmelfahrt“ und die „Geistsendung“. Diese sechs Gemälde werden der Werkstatt Michael Wolgemuts, des Lehrmeisters Dürers, zugeschrieben. Schließt man die Flügel zweifach (Fastenzeit), präsentieren sich zwei Bilder von 1895: „Jesus begegnet den weinenden Frauen“ und „Beweinung Christi“. Die Rückseite des Schreins ziert ein dreiteiliges Gemälde von 1895: „Verklärung auf dem Berg Tabor“.

### Kanzel

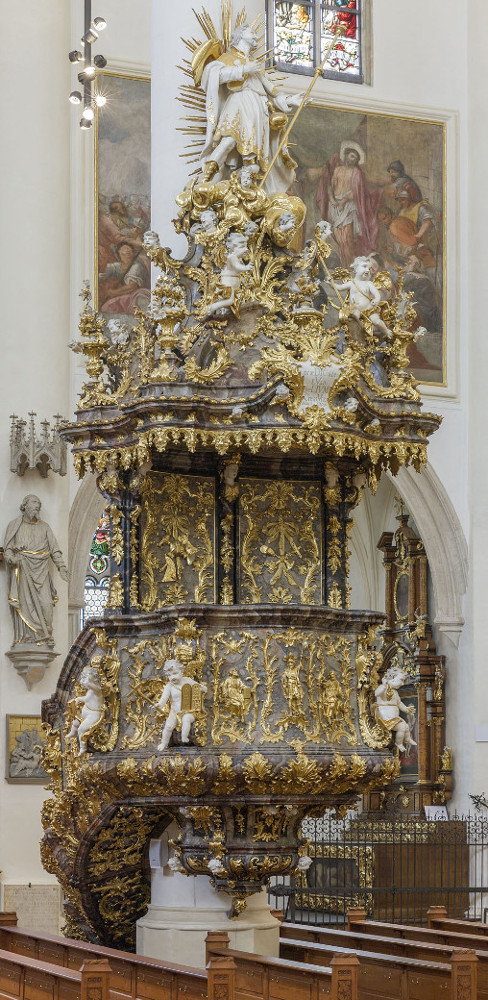
Rokokokanzel

Das prachtvollste Ausstattungsstück aus der Rokokozeit ist die großartige Kanzel. Geschaffen wurde sie 1752 vom kurfürstlichen Bildhauer Wenzel Myrowsky, der sie aber nicht vollendet hat. Der Straubinger Schreinermeister Johann Heinrich Klembt wurde mit der Herstellung der Stiege beauftragt. Das Rokoko-Gewand hat der Straubinger Stuckateur Mathias Obermayr geschaffen. Unter dem überreichen Schmuck sind besonders hervorzuheben die Figuren des Heiligen Jakob, der mit einem Puto (mit Palme und Blütenkranz) die Kanzel beherrscht, die sieben Engel mit ihren Attributen (Anker, Kerze, Evangelienbuch, Gesetzestafeln und Kreuz, Getreideähren und Weintraube, Schwert und Palmwedel) und die Reliefs am Korb (vier Evangelisten, heiliger Florian) und Stiege (Martertod der heiligen Sebastian und Laurentius, Unsere Liebe Frau von Altötting). Zu betreten ist die mächtige Kanzelanlage durch eine prächtig ausgeführte Pforte, die eine Büste des heiligen Johannes Nepomuk und je ein Engel mit Kreuz und mit Vorhängeschloss, dem Zeichen der Verschwiegenheit, schmücken. An der Türe sind zwei weitere Reliefs angebracht (Beichte der Königin Johanna beim heiligen Johannes Nepomuk und dessen Martyrium).

### Sakramentshäuschen
Etwas nordöstlich vom Hochaltar an einer Vorlage wächst das Sakramentshäuschen aus den Boden bis in die lichte Höhe des Gewölbes. Es stammt in der Substanz aus dem Ende des 15. Jahrhunderts, Fuß, Skulpturen und Tabernakelschrein werden um 1900 erneuert. Einmal im Jahr, vom Gründonnerstag bis zum Ostersonntag, ist es in Gebrauch, wenn nach einer feierlichen Prozession durch die Basilika das Allerheiligste dort deponiert und während einer Gebetsnacht angebetet wird.

### Kreuzaltar
Nicht erst seit der Liturgiereform im Rahmen des zweiten Vatikanischen Konzils, sondern seit dem Ende des 15. Jahrhunderts dient die Altarmensa zwischen dem vierten Säulenpaar von Osten her als Zelebrationsaltar. Ursprünglich stand auf ihm eine – 1783 vom Straubinger Bildhauer Franz Xaver Keller (1752–1827) geschaffene – Kreuzigungsgruppe.

### Hochfenster

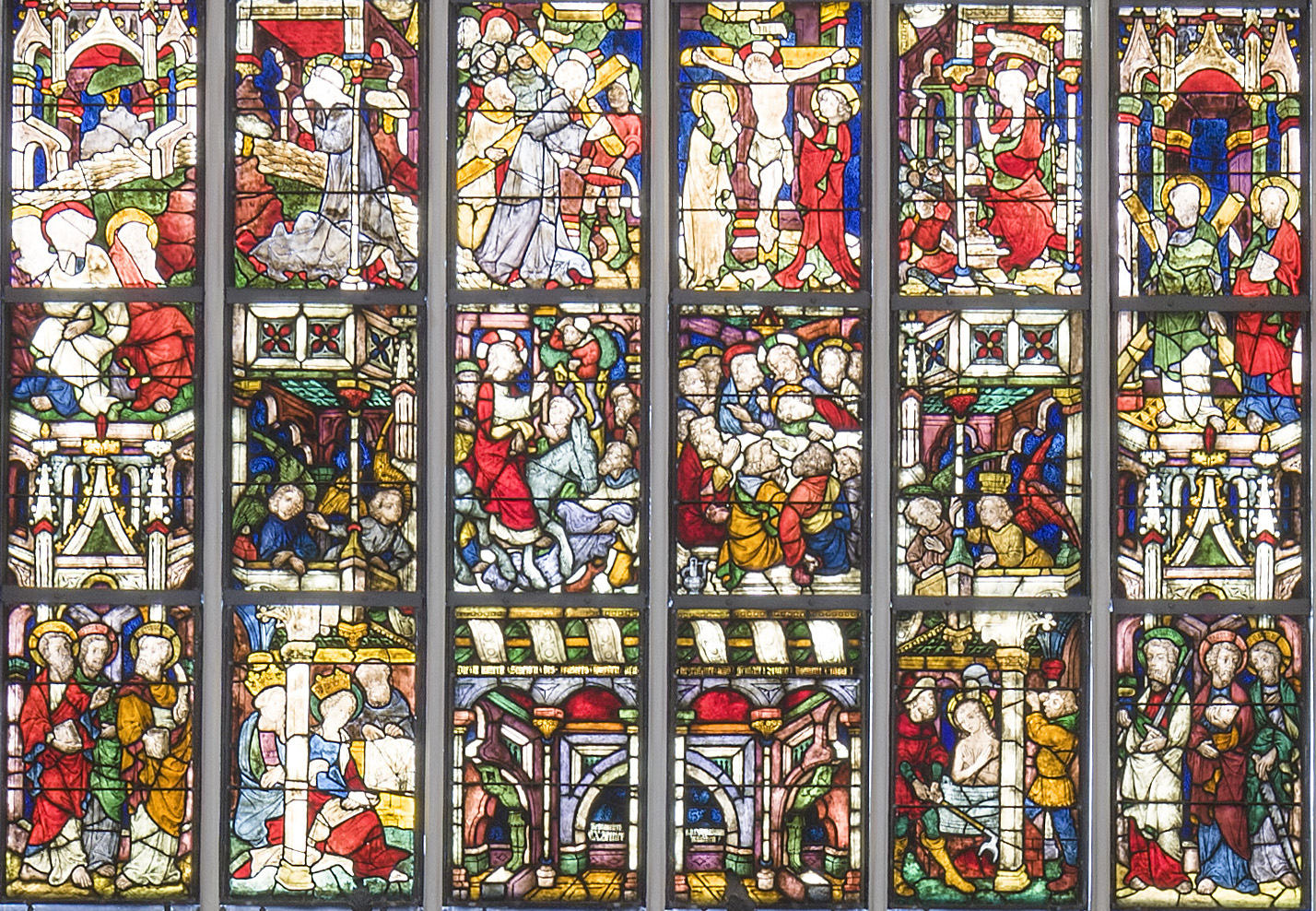
Glasgemälde-Psächsenkapelle ~1418

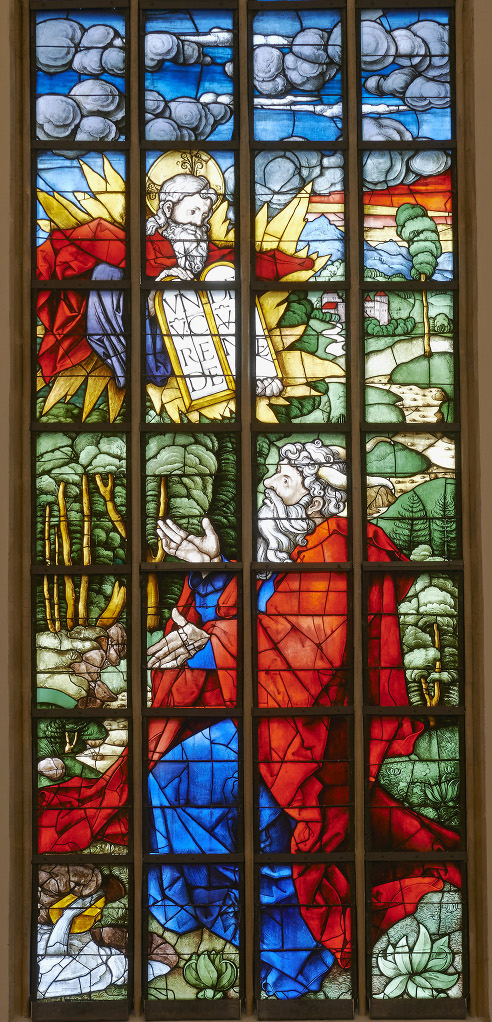
Mosesfenster

Den größten kunsthistorischen Wert dürften die Glasgemälde besitzen. Denn neben dem Regensburger Dom und der Basilika St. Martin in Amberg weist St. Jakob den umfassendsten Bestand mittelalterlicher und neugotischer Fenster auf. In vier Hochfenstern präsentieren sich Glasmalereien aus dem Ende des 15. Jahrhunderts. Eines sei besonders hervorgehoben. Im Hochfenster über der Josefskapelle ist die Übergabe der Gesetzestafeln an Moses durch Gott in solch frischen und kräftigen Farben dargestellt, dass eine Datierung um 1490 überrascht. Den Entwurf schrieb man Wilhelm Pleydenwurff (1450–1494), einem Schüler Michael Wolgemuts, zu. Neuen Erkenntnissen zufolge stammt der Entwurf für das sogenannte Mosesfenster jedoch von Albrecht Dürer. Angefertigt wurde es in der Werkstatt von Veit Hirschvogel. Die anderen verbleibenden Kirchenfenster wurden im Rahmen der Restaurierung von 1895 bis 1908 mit Glasgemälden der Firmen Zettler und Ostermann und Hartwein versehen.

## Orgelanlage
St. Jakob hat eine lange Orgeltradition. Bereits vor 1433 war eine Orgel nachweisbar. 1524 erbaute Thomas Altenburger aus Regensburg ein Instrument, welches 1691 durch ein neues Werk eines nicht überlieferten Orgelbauers abgelöst wurde. Diesem folgte ein Neubau um 1785 von Johann Peter Plersch. Der Umfang und die Disposition der Instrumente sind nicht überliefert.

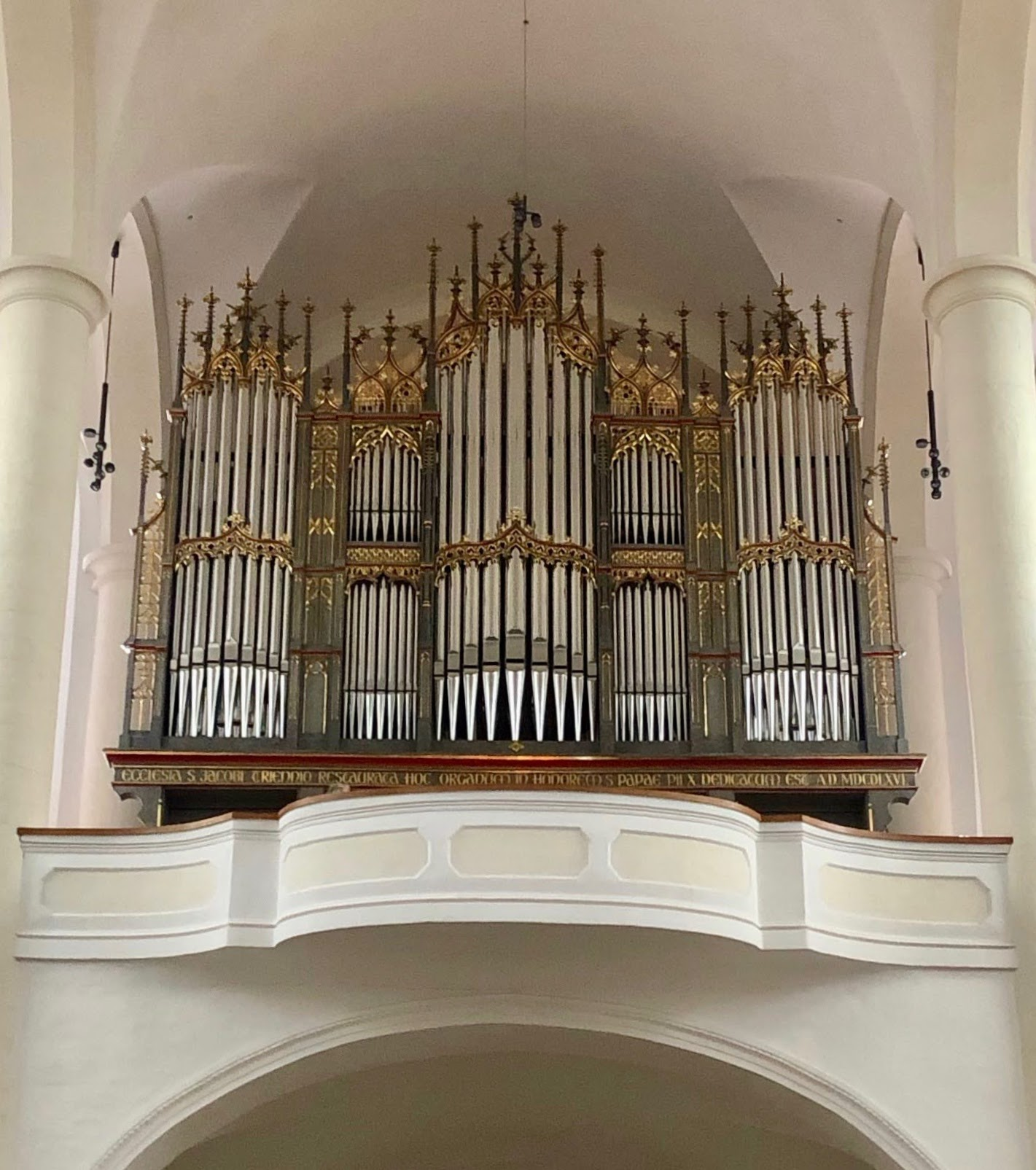
Hauptorgel mit Gehäuse von Borgias Maerz (1898)

1898 baute Borgias Maerz als sein Opus 357 eine neue Orgel. Sie verfügte über drei Manuale und 37 Register. Die Pfeifen standen auf pneumatischen Kegelladen, ein damals modernes System, was zudem die Einrichtung eines freistehenden Spieltisches, ausgestattet mit zahlreichen Spielhilfen ermöglichte. Das Instrument wurde jeweils durch Michael Weise 1934 umgebaut und 1947 erweitert.
In den Jahren 1964 bzw. 1967 wurde das Werk durch Orgelbaumeister Friedrich Meier abgetragen und aus akustischen Gründen durch eine Orgelanlage, bestehend aus der Hauptorgel mit 60 Registern (4366 Pfeifen) und der Chororgel mit 17 Registern (1482 Pfeifen) ersetzt. Letztere konnte von einem eigenen Spieltisch im Chorraum der Kirche aus gespielt werden oder auch über das fünfte Manual des auf der Empore stehenden Hauptspieltisches. Außerdem konnte sie (auf einem oder zwei anderen Manualen und Pedal gespielt) zusammen mit der Hauptorgel erklingen. Umgekehrt war es möglich, 30 Register der Hauptorgel vom Spieltisch der Chororgel aus zu benutzen. Insgesamt hatten die beiden Orgeln der Basilika 5848 Pfeifen, die sich auf insgesamt 77 Registern verteilten.
Zwanzig Jahre lang bemühte sich der Orgelbauförderverein St. Jakob Straubing, die Pfarrei St. Jakob bei der Finanzierung einer neuen Orgelanlage zu unterstützen. Schließlich konnte die alte Hauptorgel 2018 abgebaut und Platz für die Errichtung eines neuen Orgelwerkes durch die Fa. Eule geschaffen werden. Die neue Orgelanlage wurde am 19. Juli 2020 in einem Festgottesdienst von Pfarrer Johannes Hofmann geweiht. Sie verfügt über einen mechanischen Spieltisch an der Hauptorgel und einen elektrischen im Chorraum sowie über insgesamt 92 Register, zuzüglich sechs Extensionen und fünf Transmissionen, mit insgesamt 6613 Pfeifen. Für eine leichte Spielbarkeit sind Barkerhebel eingebaut. Die Gesamtanlage bildet somit die drittgrößte Orgel der Diözese Regensburg. Drei Gebläse liefern zusammen bis zu 85 m³ Wind pro Minute. Neu eingerichtet wurde auch ein Fernwerk auf dem Dachboden der Kirche. Die Klänge dieses schwellbaren Teilwerks werden über das Heiliggeistloch in das Innere des Kirchenraumes geleitet. Neben dem historischen Gehäuse finden noch etwa 450 erhaltene Pfeifen der Maerz-Orgel von 1898 in acht Registern der neuen Hauptorgel Verwendung. Die Chororgel ist gänzlich neu.
Seit November 2021 ist Martin Gregorius Kantor und Organist.

### Hauptorgel
Die Hauptorgel hat 77 Register (zusätzlich 7 Transmissionen und Extensionen), verteilt auf vier Manualwerke und Pedal. Die Register des Solowerks und des Fernwerkes können an alle Manuale und das Pedal gekoppelt werden. Die Disposition lautet wie folgt:
| I Hauptwerk C–c4 |                 |        |     |
| 01.              | Principal       | 16′    |     |
| 02.              | Principal major | 08′    |     |
| 03.              | Principal minor | 08′    |     |
| 04.              | Flute major     | 08′    |     |
| 05.              | Gamba           | 08′    |     |
| 06.              | Amorosa         | 08′    | (M) |
| 07.              | Octave          | 04′    |     |
| 08.              | Gemshorn        | 04′    | (M) |
| 09.              | Quinte          | 02 ⁄3′ |     |
| 10.              | Octave          | 02′    |     |
| 11.              | Mixtur major V  | 02′    |     |
| 12.              | Cornett II–V    | 02 ⁄3′ |     |
| 13.              | Trombone        | 16′    |     |
| 14.              | Trompete        | 08′    |     |

| II Oberwerk C–c4 |                    |         |     |
| 15.              | Quintatön          | 16′     |     |
| 16.              | Principal          | 08′     |     |
| 17.              | Doppelflöte        | 08′     |     |
| 18.              | Rohrflöte          | 08′     | (M) |
| 19.              | Salicional         | 08′     |     |
| 20.              | Unda maris (ab c0) | 08′     |     |
| 21.              | Octave             | 04′     | (M) |
| 22.              | Blockflöte         | 04′     |     |
| 23.              | Nassat             | 02 ⁄3′  |     |
| 24.              | Waldflöte          | 02′     |     |
| 25.              | Terz               | 01 3⁄5′ |     |
| 26.              | Quinte             | 01 ⁄3′  |     |
| 27.              | Sifflöte           | 01′     |     |
| 28.              | Mixtur minor IV    | 01 ⁄3′  |     |
| 29.              | Fagott             | 16′     |     |
| 30.              | Cromorne           | 08′     |     |
|                  | Tremulant          |         |     |
|                  | Celesta            |         |     |

| III Récit-Orchestral C–c4 |                         |         |     |
| 31.                       | Viola d´amour           | 16′     |     |
| 32.                       | Geigenprincipal         | 08′     |     |
| 33.                       | Flute harmonique        | 08′     |     |
| 34.                       | Viol d´orchestre        | 08′     |     |
| 35.                       | Violes célestes (ab c0) | 08′     |     |
| 36.                       | Geigenoctav             | 04′     |     |
| 37.                       | Flute octaviante        | 04′     |     |
| 38.                       | Violine                 | 04′     |     |
| 39.                       | Nazard harmonique       | 02 ⁄3′  |     |
| 40.                       | Octavin                 | 02′     |     |
| 41.                       | Tierce Harmonique       | 01 3⁄5′ |     |
| 42.                       | Violcornett III         | 03 1⁄5′ |     |
| 43.                       | Progressio III–V        | 02 ⁄3′  | (M) |
| 44.                       | Basson                  | 16′     |     |
| 45.                       | Trompette harmonique    | 08′     |     |
| 46.                       | Hautbois                | 08′     |     |
| 47.                       | Clairon harmonique      | 04′     |     |
|                           | Tremulant               |         |     |

| IV Echo-Schwellwerk C–c4 |                          |     |     |
| 48.                      | Liebl. Gedackt           | 16′ |     |
|                          | Konzertflöte             | 08′ |     |
| 49.                      | Tibia                    | 08′ | (M) |
| 50.                      | Zartgedackt              | 08′ |     |
| 51.                      | Aeoline                  | 08′ |     |
| 52.                      | Vox coelestis (ab c0)    | 08′ |     |
| 53.                      | Flauto traverso          | 04′ |     |
| 54.                      | Salicet                  | 04′ | (M) |
| 55.                      | Flautino                 | 02′ | (M) |
| 56.                      | Harmonia aetherea II–III | 02′ |     |
| 57.                      | Oboe                     | 08′ |     |
| 58.                      | Voix humaine             | 08′ |     |
|                          | Tremulant                |     |     |

| Pedal C–g1 |                         |     |
|            | Untersatz (Ext. Nr. 61) | 32′ |
| 59.        | Majorbaß                | 16′ |
|            | Principal (= Nr. 1)     | 16′ |
| 60.        | Violon                  | 16′ |
| 61.        | Subbaß                  | 16′ |
|            | Harmonika (= Nr. 31)    | 16′ |
|            | Gedackt (= Nr. 48)      | 16′ |

| (Fortsetzung Pedal) |                             |        |
| 62.                 | Octavbaß                    | 08′    |
| 63.                 | Flötenbaß                   | 08′    |
| 64.                 | Violoncello                 | 08′    |
| 65.                 | Choralbaß                   | 04′    |
| 66.                 | Mixtur IV                   | 02 ⁄3′ |
|                     | Contraposaune (Ext. Nr. 67) | 32′    |
| 67.                 | Posaune                     | 16′    |
| 68.                 | Trompete                    | 08′    |
| 69.                 | Clarine                     | 04′    |

| Solowerk C–c4 |                          |     |
| 70.           | Melodia                  | 08′ |
| 71.           | French Horn              | 08′ |
|               | Clarinette (Ext. Nr. 72) | 16′ |
| 72.           | Clarinette               | 08′ |
| 73.           | Tuba sonora              | 08′ |

| Fernwerk C–c4 |              |    |
| 74.           | Bourdon doux | 8′ |
| 75.           | Viola        | 8′ |
| 76.           | Vox angelica | 8′ |
| 77.           | Vox humana   | 8′ |
|               | Tremulant    |    |

| Fernpedal C–g1 |                        |     |
|                | Fernbass (Ext. Nr. 74) | 16′ |

- Anmerkung

(M) = Register von Maerz
1. ↑  Vakant.
2. 1 2  Floating Division.
3. ↑  Hochdruckwerk.
4. ↑  Im Schwellwerk (Manualwerk IV) untergebracht.

### Chororgel
Das Instrument hat 15 Register, zusätzlich 2 Transmissionen und 2 extendierte Register auf zwei Manualwerken und Pedal. Die Disposition lautet:
| I Hauptwerk C–c4 |                |        |
| 01.              | Salicional     | 16′    |
| 02.              | Praestant      | 08′    |
| 03.              | Erzähler       | 08′    |
| 04.              | Biffara        | 08′    |
| 05.              | Octave         | 04′    |
| 06.              | Octave         | 02′    |
| 07.              | Mixtur III     | 01 ⁄3′ |
| 08.              | Tuba mirabilis | 08′    |

| II Schwellwerk C–c4 |                 |    |
| 09.                 | Gedackt         | 8′ |
| 10.                 | Fernflöte       | 8′ |
| 11.                 | Viola d’amour 0 | 8′ |
| 12.                 | Traversflöte    | 4′ |
| 13.                 | Piccolo         | 2′ |
| 14.                 | Cor anglais     | 8′ |
|                     | Tremulant       |    |

| Pedalwerk C–g1 |                           |     |
| 15.            | Subbaß                    | 16′ |
|                | Salicionalbaß (= Nr. 1) 0 | 16′ |
|                | Gedacktbaß (Ext. Nr. 15)  | 08′ |
|                | Salicetbaß (= Nr. 1)      | 08′ |
|                | Tuba (Ext. Nr. 8)         | 16′ |

- Koppeln:
  - Normalkoppeln: II/I, III/I, III/II, IV/I, IV/II, IV/III, I/P, II/P, III/P, IV/P
  - Superoktavkoppeln: III/I, III/III, IV/I, IV/IV, III/P, ChorSW/ChorSW, Solo/Solo, FW/FW;
  - Suboktavkoppeln: III/I, III/III, IV/I, IV/III, IV/IV, ChorSW/ChorSW, FW/FW
  - Zuschalter: Chororgel/HW, Chororgel/SW, Solowerk und Fernwerk an I, II, III, IV, P
- Spielhilfen: 4 Schwelltritte: III, IV, Chororgel, FernWerk/Clar. mit Koppler; Walze (mit 4 Programmen); Setzeranlage; Zuschalter Tuba sonora für alle Klaviaturen, im P zusätzlich als 4′; Zuschalter für Celesta zu Man. II+III

## Glocken
St. Jakob besitzt mit 10 Glocken das größte Geläut im Bistum Regensburg. Die Glocken 2, 4, 5, 7, 8, 9 und 10 wurden im Jahre 1948 von Friedrich Wilhelm Schilling in Apolda gegossen. Die Glocken 1, 3 und 6 (in original Schilling’scher Rippe gefertigt) kamen im Jahre 2001 hinzu. Bei dieser Maßnahme musste der obere der beiden Glockenstühle, bislang aus Eisen, durch einen doppelstöckigen aus Eichenholz ersetzt werden. Der untere, schon 200 Jahre alt, aus Holz und in gutem Zustand, wurde restauriert. Seit diesem Umbau hängen (wie bisher) im fünften Turmgeschoss drei Glocken und – jetzt neu – im sechsten Turmgeschoss sieben Glocken. Die sehr ungewöhnliche Tonfolge – mit einer Ausnahme ausschließlich Ganz- und Halbtonschritte – bietet eine reichhaltige Auswahl an Teilmotiven.
| Glocke | Name               | Gewicht | Durchmesser | Schlagton |
| ------ | ------------------ | ------- | ----------- | --------- |
| 1      | Bistumsglocke      | 6010 kg | 2140 mm     | g0        |
| 2      | Christkönigsglocke | 4000 kg | 1840 mm     | a0        |
| 3      | Europaglocke       | 3036 kg | 1720 mm     | b0        |
| 4      | Marienglocke       | 2300 kg | 1560 mm     | c1        |
| 5      | Pfarrglocke        | 1600 kg | 1380 mm     | d1        |
| 6      | Lebensglocke       | 1226 kg | 1250 mm     | e1        |
| 7      | Missionsglocke     | 0900 kg | 1150 mm     | f1        |
| 8      | Gebetsglocke       | 0640 kg | 1030 mm     | g1        |
| 9      | Sakramentsglocke   | 0460 kg | 0920 mm     | a1        |
| 10     | Totenglocke        | 0260 kg | 0770 mm     | c2        |

Läuteordnung

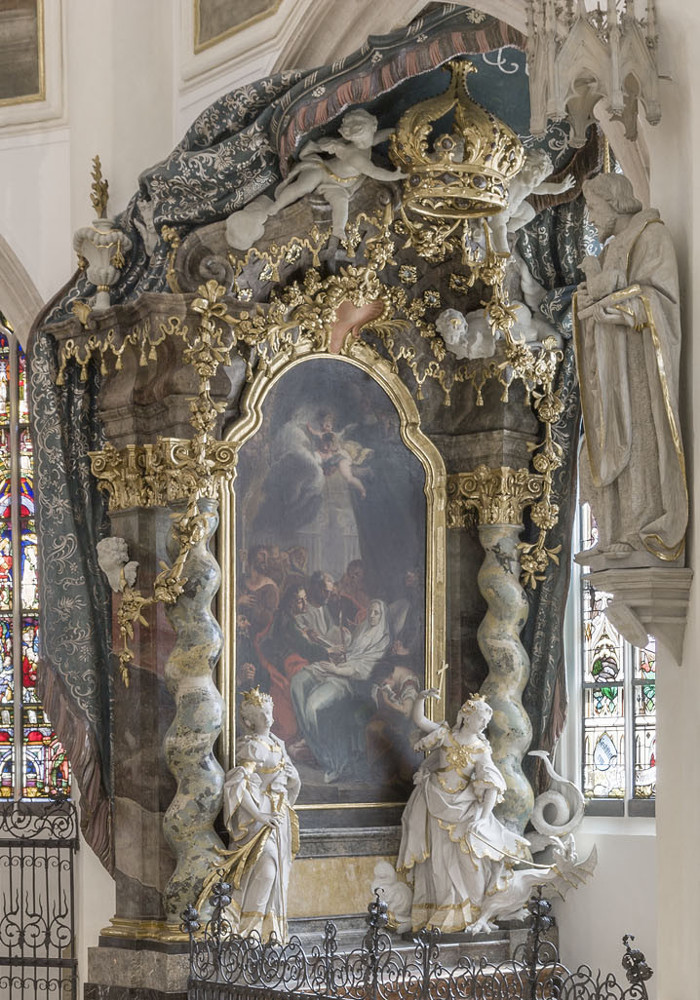
Asamaltar

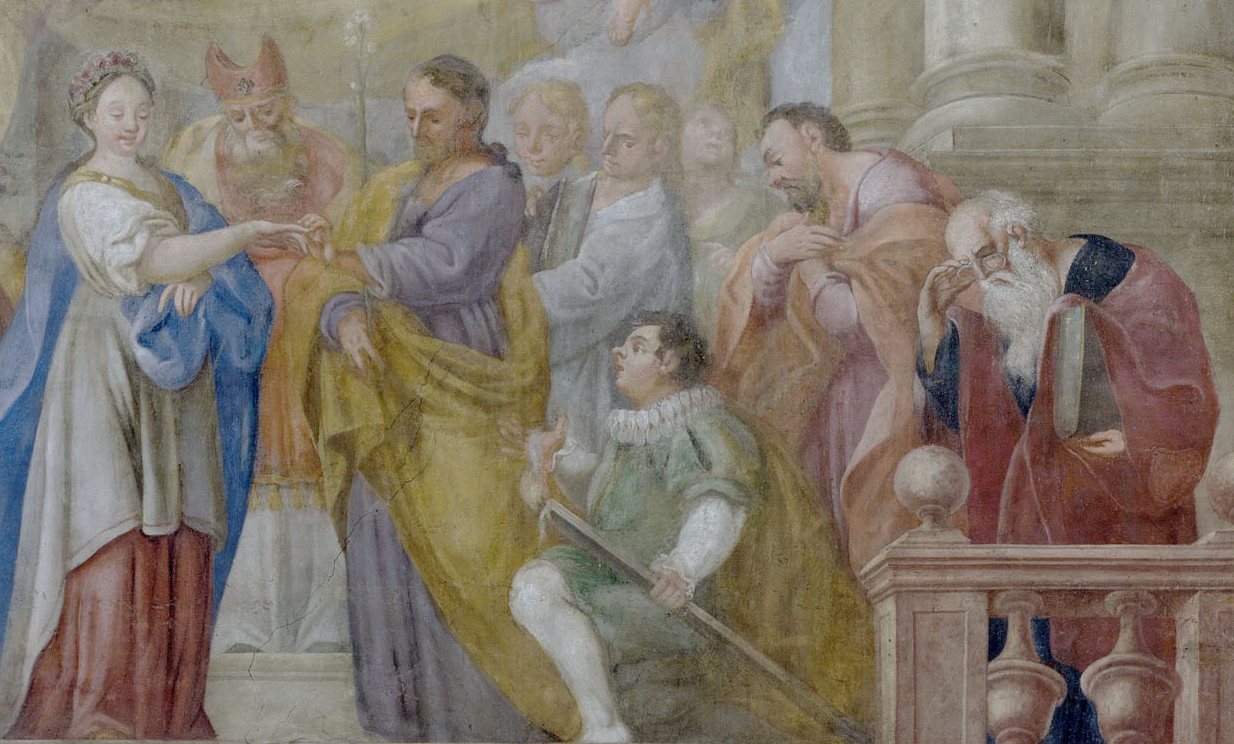
Wandfresko v. Joh. Adam Schöpf

- Hauptgottesdienst an Weihnachten / Ostern / Pfingsten / Tedeum an Fronleichnam / Patrozinium Hl. Jakobus / Jahreswechsel: 10 – 9 - 8 - 7 - 6 - 5 - 4 - 3 - 2 - 1.
- Messen an Weihnachten, Ostern und Pfingsten: 10 - 9 - 8 - 6 - 5 - 4 - 2 - 1
- Besondere Anlässe: 6 - 5 - 4 - 3 - 2 - 1
- Jahresschluss, Hl. Tiburtius (Zweiter Kirchenpatron): 5 - 4 - 3 - 2 - 1
- Gründonnerstag: 5 - 3 - 2 - 1
- Kreuzweg: 7 - 6 - 5
- Kreuzweg durch die Stadt: 3 - 2
- Hauptgottesdienst an Dreikönig, Palmsonntag, Dreifaltigkeitssonntag, Mariä Himmelfahrt, Christkönig / Sonntage in der Weihnachts- und Osterzeit: 10 - 9 - 8 - 6 - 5 - 4 - 2
- Messen Dreikönig, Palmsonntag, Dreifaltigkeitssonntag, Mariä Himmelfahrt, Christkönig / Sonntage in der Weihnachts- und Osterzeit: 9 - 8 - 6 - 5 - 4 - 2
- Hauptgottesdienst an Christi Himmelfahrt, Fronleichnam, Kirchweih, Allerheiligen: 10 - 9 - 8 - 7 - 5 - 4 - 3 - 1
- Messen an Christi Himmelfahrt, Fronleichnam, Kirchweih, Allerheiligen: 9 - 8 -6 - 5 - 4 - 1
- Hauptgottesdienst an Sonntagen in der Adventszeit: 8 - 7 - 5 - 4 - 3
- Messen an Sonntagen in der Adventszeit: 7 - 5 - 4 - 3
- Hauptgottesdienst an Sonntagen in der Fastenzeit: 9 - 7 - 5 - 4 - 3
- Messen an Sonntagen in der Fastenzeit: 9 - 7 - 4 - 3
- Hauptgottesdienst an Sonntagen im Jahreskreis: 9 - 8 - 6 - 5 - 4
- Messen an Sonntagen im Jahreskreis: 8 - 7 - 5 - 4
- Hochfeste an normale Werktagen: 9 - 8 - 7 - 4
- Feste an normalen Werktagen: 9 - 8 - 7 - 5
- Fatimarosenkranz: 9 - 8 - 6
- Fatimagottesdienst, Maiandacht: 9 - 8 - 6 - 4
- Taufe: 8 - 6 - 5
- Trauung: 8 - 7 - 5
- Requiem: 10 - 8 - 7 - 5
- Aschermittwoch und Allerseelen: 5 - 4 -3
- Normale Werktage: 9 - 8 - 7
- Andachten an Werktagen: 9 - 8
- Angelus: 7:00: 8, 12:00: 4, Abends: (Je nach Dunkelheit): 8, 10,
- Freitag um 15:00 zum Gedächtnis an die Sterbestunde Christi: 3
- Sonntageinläuten und Hochfesteinläuten jeweils um 15:00

Jeweils als Reihenmotivläuten mit anschließenden Zusammenläuten der Geläute der jeweiligen Sonntage und Hochfeste
Weitere Anlässe werden je nach Rang und Bedeutung variabel geläutet.

## Maße
- Länge: Außen: 89 m
- Breite: 28 m
- Höhe Gewölbe: 21 m
- Grundfläche: 2132 m2
- Turmhöhe: 89,50 m